# موسم أعاصير المحيط الأطلسي 1999
كان موسم الأعاصير الأطلسية لعام 1999 يحتوي على خمسة أعاصير من الفئة الرابعة , وهو أعلى رقم مسجل في موسم واحد في الحوض الأطلسي ، وقد تم ربطه في عام 2005. بدأ الموسم رسميا في 1 يونيو ، وانتهى في 30 نوفمبر. كل عام عندما تشكل معظم الأعاصير المدارية في حوض الأطلسي. كان موسمًا نشطًا إلى حد ما ، ويرجع ذلك في الغالب إلى استمرار ظاهرة النينا التي نشأت في النصف الثاني من عام 1998. و قد تشكلت العاصفة الأولى ، أرلين ، في 11 يونيو إلى جنوب شرق برمودا. كانت تسير ببطء لمدة أسبوع ولم تسبب أي تأثير على الأرض. وكانت الأعاصير المدارية الأخرى التي لم تؤثر على الأرض هي إعصار سيندي ، والعاصفة الاستوائية إميلي ، والاكتئاب الاستوائي اثنا عشر. وقعت أضرار محلية أو طفيفة أخرى من الاعاصير بريت ، جيرت ، و خوسيه ، العاصفة الاستوائية هارفي و العاصفة استوائية كاترينا.